# Takeshi Okada
Takeshi Okada, född 25 augusti 1956 i Osaka, Japan, är en japansk tidigare fotbollsspelare och senare tränare.